# 24 Heures du Mans 1972
Navigation
Édition précédente Édition suivante
Les 24 Heures du Mans 1972 sont la 40e édition de l'épreuve et se déroulent les 10 et 11 juin 1972 sur le circuit de la Sarthe. Cette course est la neuvième manche du Championnat du monde des voitures de sport 1972 (WSC - World Sportscar Championship).
Au cours de la course, le dimanche matin vers 8 h, un dramatique accident coûta la vie au pilote suédois Joakim Bonnier qui accrocha avec sa Lola la Ferrari 365 GTB4 de Florian Vetsch, entre Mulsanne et Indianapolis, avant que sa monture se retrouve catapultée vers les arbres avec son infortuné pilote à son bord.
Matra remporte l'épreuve pour la première fois, et réalise un doublé, avec la victoire de l'équipage Henri Pescarolo - Graham Hill sur Matra version courte, devant François Cevert et Howden Ganley, sur Matra version longue.

## Nombre de pilotes qualifiés pour la course
En cette année 1972 des 24 Heures du Mans, qui marque la quarantième édition de l'épreuve, 123 pilotes s'alignent sur la grille de départ. Pour la deuxième année consécutive, Marie-Claude « Beaumont » est la seule femme du plateau à prendre part à la course.
| 48 Français | 14 Britanniques | 13 Allemands | 13 Suisses    | 9 Américains    |
| 7 Espagnols | 6 Belges        | 4 Italiens   | 3 Autrichiens | 2 Néo-Zélandais |
| 1 Grec      | 1 Néerlandais   | 1 Portugais  | 1 Suédois     |                 |

## Déroulement de la course

### Classements intermédiaires
| Pos. | Après la 1re heure | Après la 1re heure                                                                           | Après 6 heures | Après 6 heures                                                        | Après 12 heures | Après 12 heures                                                         | Après 18 heures | Après 18 heures                                                         |
| Pos. | n°                 | Voiture / Pilotes                                                                            | n°             | Voiture / Pilotes                                                     | n°              | Voiture / Pilotes                                                       | n°              | Voiture / Pilotes                                                       |
| ---- | ------------------ | -------------------------------------------------------------------------------------------- | -------------- | --------------------------------------------------------------------- | --------------- | ----------------------------------------------------------------------- | --------------- | ----------------------------------------------------------------------- |
| 1    | 7                  | Écurie Bonnier Switzerland Lola T280 (S / 3.0) de Fierlant - de Bagration - de Araújo Cabral | 14             | Équipe Matra Simca Shell Matra Simca MS670 (S / 3.0) Cevert - Ganley  | 15              | Équipe Matra Simca Shell Matra Simca MS670 (S / 3.0) Pescarolo - Hill   | 14              | Équipe Matra Simca Shell Matra Simca MS670 (S / 3.0) Cevert - Ganley    |
| 2    | 14                 | Équipe Matra Simca Shell Matra Simca MS670 (S / 3.0) Cevert - Ganley                         | 15             | Équipe Matra Simca Shell Matra Simca MS670 (S / 3.0) Pescarolo - Hill | 14              | Équipe Matra Simca Shell Matra Simca MS670 (S / 3.0) Cevert - Ganley    | 15              | Équipe Matra Simca Shell Matra Simca MS670 (S / 3.0) Pescarolo - Hill   |
| 3    | 15                 | Équipe Matra Simca Shell Matra Simca MS670 (S / 3.0) Pescarolo - Hill                        | 18             | Autodelta SpA Alfa Romeo Tipo 33TT3 (S / 3.0) Vaccarella - de Adamich | 16              | Équipe Matra Simca Shell Matra Simca MS660C (S / 3.0) Jabouille - Hobbs | 16              | Équipe Matra Simca Shell Matra Simca MS660C (S / 3.0) Jabouille - Hobbs |
| 4    | 16                 | Équipe Matra Simca Shell Matra Simca MS660C (S / 3.0) Jabouille - Hobbs                      | 17             | Autodelta SpA Alfa Romeo Tipo 33TT3 (S / 3.0) Elford - Marko          | 19              | Autodelta SpA Alfa Romeo Tipo 33TT3 (S / 3.0) Stommelen - Galli         | 19              | Autodelta SpA Alfa Romeo Tipo 33TT3 (S / 3.0) Stommelen - Galli         |
| 5    | 19                 | Autodelta SpA Alfa Romeo Tipo 33TT3 (S / 3.0) Stommelen - Galli                              | 19             | Autodelta SpA Alfa Romeo Tipo 33TT3 (S / 3.0) Stommelen - Galli       | 17              | Autodelta SpA Alfa Romeo Tipo 33TT3 (S / 3.0) Elford - Marko            | 60              | Jo Siffert A.T.E. Racing Porsche 908LH (S / 3.0) Joest - Weber - Casoni |

### Classement final de la course

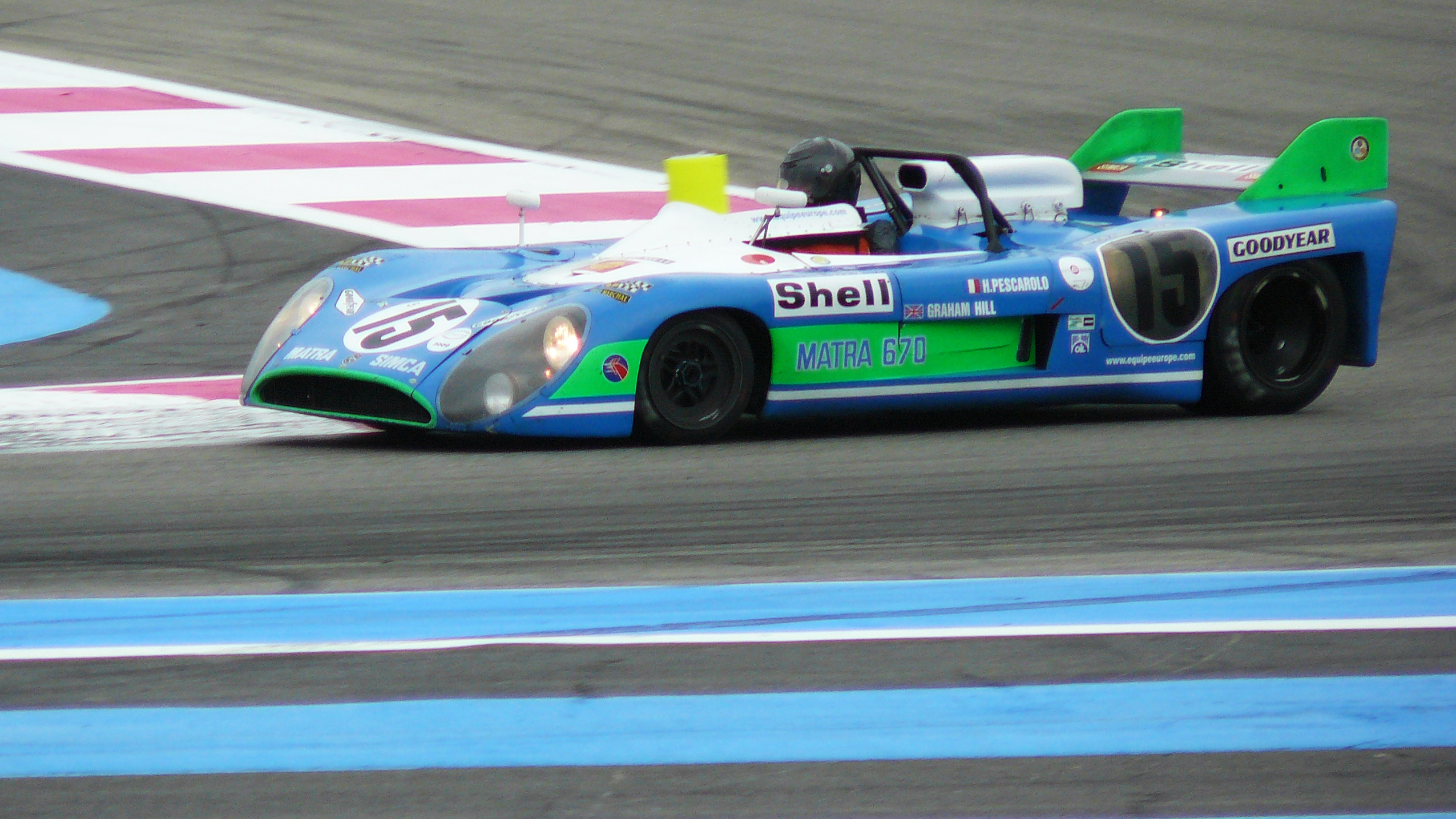
La Matra Simca MS670, victorieuse de l'édition 1972 (présentée ici au circuit Paul-Ricard en 2010).

Voici le classement officiel au terme des 24 heures de course.
- Les vainqueurs de chaque catégorie sont signalés par un fond jauni.
- Dans la colonne Pneus[1] apparaît l'initiale du fournisseur, il suffit de placer le pointeur au-dessus du modèle pour connaître le manufacturier de pneumatiques.

| Pos.  | Catégorie | N° | Écurie                            | Pilotes                                                      | Châssis                | Moteur                    | Pneus | Tours |
| ----- | --------- | -- | --------------------------------- | ------------------------------------------------------------ | ---------------------- | ------------------------- | ----- | ----- |
| 1     | S 3.0     | 15 | Équipe Matra Simca Shell          | Henri Pescarolo Graham Hill                                  | Matra Simca MS670      | Matra 3.0L V12            | G     | 344   |
| 2     | S 3.0     | 14 | Équipe Matra Simca Shell          | François Cevert Howden Ganley                                | Matra Simca MS670      | Matra 3.0L V12            | G     | 333   |
| 3     | S 3.0     | 60 | Jo Siffert A.T.E. Racing          | Reinhold Joest Michel Weber (de) Mario Casoni                | Porsche 908LH          | Porsche 3.0L Flat-8       | D     | 325   |
| 4     | S 3.0     | 18 | Autodelta SpA                     | Nino Vaccarella Andrea de Adamich                            | Alfa Romeo Tipo 33TT3  | Alfa Romeo 3.0L V8        | G     | 307   |
| 5     | GTS 5.0   | 39 | Charles Pozzi                     | Jean-Claude Andruet Claude Ballot-Léna                       | Ferrari 365 GTB/4      | Ferrari 4.4L V12          | M     | 306   |
| 6     | GTS 5.0   | 74 | North American Racing Team (NART) | Sam Posey Tony Adamowicz                                     | Ferrari 365 GTB/4      | Ferrari 4.4L V12          | G     | 304   |
| 7     | GTS 5.0   | 34 | Scuderia Filipinetti              | Mike Parkes Jean-Louis Lafosse Jean-Jacques Cochet           | Ferrari 365 GTB/4      | Ferrari 4.4L V12          | M     | 302   |
| 8     | GTS 5.0   | 36 | Écurie Francorchamps              | Derek Bell Teddy Pilette Richard Bond (de)                   | Ferrari 365 GTB/4      | Ferrari 4.4L V12          | M     | 301   |
| 9     | GTS 5.0   | 38 | North American Racing Team (NART) | Jean-Pierre Jarier Claude Buchet                             | Ferrari 365 GTB/4      | Ferrari 4.4L V12          | G     | 297   |
| 10    | TS 3.0    | 54 | Ford Motor Company Deutschland    | Gerry Birrell Claude Bourgoignie                             | Ford Capri 2600RS      | Ford 3.0L V6              | D     | 292   |
| 11    | TS 3.0    | 52 | Ford Motor Company Deutschland    | Dieter Glemser Alex Soler-Roig                               | Ford Capri 2600RS      | Ford 3.0L V6              | D     | 289   |
| 12    | S 3.0     | 68 | Duckham's Oil Motor Racing        | Alain de Cadenet Chris Craft                                 | Duckhams LM (Brabham)  | Ford Cosworth DFV 3.0L V8 | D     | 288   |
| 13    | GTS 3.0   | 41 | Louis Meznarie                    | Sylvain Garant Jürgen Barth Michael Keyser                   | Porsche 911S           | Porsche 2.5L Flat-6       | F     | 285   |
| 14    | S 2.0     | 27 | René Ligonnet - Kodak             | René Ligonnet Barrie Smith                                   | Lola T290              | Ford Cosworth FVC 1.8L I4 | F     | 284   |
| 15    | GTS +5.0  | 4  | North American Racing Team (NART) | Dave Heinz Robert B. Johnson                                 | Chevrolet Corvette ZL1 | Chevrolet 7.0L V8         | G     | 284   |
| 16    | GTS +5.0  | 32 | Claude Dubois                     | Jean-Marie Jacquemin Yves Deprez                             | De Tomaso Pantera      | Ford 5.8L V8              | G     | 282   |
| 17    | GTS 3.0   | 46 | North American Racing Team (NART) | Jean-Pierre Laffeach Gilles Doncieux                         | Ferrari Dino 246GT     | Ferrari 2.4L V6           | G     | 265   |
| 18    | S 2.0     | 24 | Wicky Racing Team                 | Peter Mattli (de) Hervé Bayard Walter Brun                   | Porsche 907            | Porsche 2.0L Flat-6       | F     | 252   |
| N. c. | S 3.0     | 67 | Christian Poirot                  | Christian Poirot (de) Philippe Farjon                        | Porsche 908/2          | Porsche 3.0L Flat-8       | D     | 206   |
| Abd.  | S 3.0     | 16 | Équipe Matra Simca Shell          | Jean-Pierre Jabouille David Hobbs                            | Matra Simca MS660C     | Matra 3.0L V12            | G     | 278   |
| Abd.  | S 3.0     | 5  | Escuderia Montjuich               | Juan Fernandez Francesco Torredemer Eugenio Baturone         | Porsche 908/3          | Porsche 3.0L Flat-8       | G     | ?     |
| Abd.  | S 3.0     | 19 | Autodelta SpA                     | Rolf Stommelen Nanni Galli                                   | Alfa Romeo Tipo 33TT3  | Alfa Romeo 3.0L V8        | G     | 263   |
| Abd.  | S 3.0     | 6  | Hans-Dieter Weigel                | Hans-Dieter Weigel Helmuth Krause                            | Porsche 908/2          | Porsche 3.0L Flat-8       | F     | 244   |
| Abd.  | GTS +5.0  | 29 | Greder Racing Team                | Henri Greder Marie-Claude « Beaumont »                       | Chevrolet Corvette C3  | Chevrolet 7.0L V8         | M     | 235   |
| Abd.  | S 3.0     | 17 | Autodelta SpA                     | Vic Elford Dr. Helmut Marko                                  | Alfa Romeo Tipo 33TT3  | Alfa Romeo 3.0L V8        | G     | 232   |
| Abd.  | GTS 5.0   | 57 | North American Racing Team (NART) | Luigi Chinetti Jr. Masten Gregory                            | Ferrari 365 GTB/4      | Ferrari 4.4L V12          | G     | 226   |
| Abd.  | S 3.0     | 8  | Écurie Bonnier Switzerland        | Joakim Bonnier Gérard Larrousse Gijs van Lennep              | Lola T280              | Ford Cosworth DFV 3.0L V8 | G     | 213   |
| Abd.  | GTS 3.0   | 42 | Claude Haldi                      | Claude Haldi Paul Keller (pl) « Gédéhem »                    | Porsche 911S           | Porsche 2.5L Flat-6       | D     | 208   |
| Abd.  | GTS 5.0   | 35 | Scuderia Filipinetti              | Bernard Chenevière Florian Vetsch Gérard Pillon              | Ferrari 365 GTB/4      | Ferrari 4.4L V12          | M     | 204   |
| Abd.  | S 3.0     | 22 | Automobiles Ligier                | Pierre Maublanc Jacques Laffite                              | Ligier JS2             | Maserati 3.0L V6          | M     | 195   |
| Abd.  | GTS +5.0  | 71 | Écurie Léopard                    | Jean-Claude Aubriet « Depnic » « Sylvain »                   | Chevrolet Corvette C3  | Chevrolet 7.0L V8         | M     | 188   |
| Abd.  | S 3.0     | 65 | « Novestille »                    | Louis Cosson Jean-Louis Ravenel                              | Porsche 910            | Porsche 2.4L Flat-6       | D     | 188   |
| Abd.  | S 3.0     | 56 | Claude Laurent                    | Claude Laurent Martial Delalande Jacques Marché              | Ligier JS2             | Maserati 3.0L V6          | M     | 186   |
| Abd.  | GTS 3.0   | 45 | Raymond Touroul                   | « Lee Banner » Dominique Bardini                             | Porsche 911S           | Porsche 2.5L Flat-6       | D     | 183   |
| Abd.  | TS 3.0    | 53 | Ford Motor Company Deutschland    | Jochen Mass Hans-Joachim Stuck                               | Ford Capri 2600RS      | Ford 3.0L V6              | D     | ?     |
| Abd.  | S 3.0     | 76 | Jean Egreteaud                    | Jean-Claude Lagniez Raymond Touroul                          | Porsche 908/2          | Porsche 3.0L Flat-8       | D     | 83    |
| Abd.  | GTS +5.0  | 72 | John Greenwood Racing             | Bernard Darniche Alain Cudini John Greenwood (de)            | Chevrolet Corvette C3  | Chevrolet 7.0L V8         | BF    | 82    |
| Abd.  | S 2.0     | 23 | Brian Robinson                    | Brian Robinson Jean Rondeau                                  | Chevron B21            | Ford Cosworth FVC 1.8L I4 | F     | 76    |
| Abd.  | TS 3.0    | 49 | Team Schnitzer - Motul            | Hans Heyer René Herzog                                       | BMW 2800CS             | BMW 3.0L I6               | D     | 70    |
| Abd.  | GTS 3.0   | 44 | Jean Sage                         | Jean Sage Georg Loos Franz Pesch                             | Porsche 911S           | Porsche 2.5L Flat-6       | D     | 64    |
| Abd.  | GTS 5.0   | 37 | Maranello Concessionaires         | Peter Westbury John Hine                                     | Ferrari 365 GTB/4      | Ferrari 4.4L V12          | M     | 72    |
| Abd.  | GTS +5.0  | 28 | John Greenwood Racing             | John Greenwood (de) Dick Smothers                            | Chevrolet Corvette C3  | Chevrolet 7.0L V8         | BF    | 53    |
| Abd.  | GTS 3.0   | 80 | Porsche Kremer Racing Team        | John Fitzpatrick Erwin Kremer (de)                           | Porsche 911S           | Porsche 2.5L Flat-6       | D     | 39    |
| Abd.  | GTS 3.0   | 79 | Jean-Pierre Gaban                 | Hermes Delbar Roger Vanderschrick                            | Porsche 911S           | Porsche 2.4L Flat-6       | D     | ?     |
| Abd.  | GTS +5.0  | 30 | Escuderia Montjuich               | José Juncadella Fernando de Baviera                          | De Tomaso Pantera      | Ford 5.8L V8              | G     | 36    |
| Abd.  | GTS +5.0  | 31 | Escuderia Montjuich               | Herbert Müller Cox Kocher                                    | De Tomaso Pantera      | Ford 5.8L V8              | G     | 36    |
| Abd.  | S 2.0     | 69 | Michel Dupont                     | Michel Dupont Jean-Paul Bodin                                | Chevron B19/21         | Ford Cosworth FVC 1.8L I4 | ?     | 29    |
| Abd.  | TS 3.0    | 84 | Shark Team                        | Jean-Claude Guérie Jean-Pierre Rouget                        | Ford Capri 2600RS      | Ford 3.0L V6              | D     | 26    |
| Abd.  | S 3.0     | 7  | Écurie Bonnier Switzerland        | Hugues de Fierlant Jorge de Bagration Mário de Araújo Cabral | Lola T280              | Ford Cosworth DFV 3.0L V8 | G     | 26    |
| Abd.  | GTS 3.0   | 40 | René Mazzia                       | Pierre Mauroy Marcel Mignot                                  | Porsche 911S           | Porsche 2.5L Flat-6       | D     | 27    |
| Abd.  | GTS 5.0   | 75 | Charles Pozzi                     | François Migault Daniel Rouveyran                            | Ferrari 365 GTB/4      | Ferrari 4.4L V12          | M     | 22    |
| Abd.  | S 3.0     | 58 | Bosch Racing Team                 | Walter Roser Otto Stuppacher                                 | Porsche 908/2          | Porsche 3.0L Flat-8       | F     | 11    |
| Abd.  | S 3.0     | 21 | Automobiles Ligier                | Guy Ligier Jean-François Piot                                | Ligier JS2             | Maserati 3.0L V6          | M     | 7     |
| Abd.  | S +3.0    | 33 | Société Franco-Brittanic          | Guy Chasseuil Jean Vinatier                                  | De Tomaso Pantera      | Ford 5.8L V8              | G     | 3     |
| Abd.  | S 3.0     | 12 | Équipe Matra Simca Shell          | Jean-Pierre Beltoise Chris Amon                              | Matra Simca MS670      | Matra 3.0L V12            | G     | 1     |

Détail :
- La Porsche 908/02 no 67 n'a pas été classée pour « distance parcourue insuffisante » (moins de 70 % de la distance parcourue par le vainqueur de l'épreuve).

## Pole position et record du tour
- Pole position : François Cevert sur no 14 Matra-Simca 670 - Équipe Matra-Simca Shell en 3 min 42 s 2 (220,990 km/h)
- Meilleur tour en course : Gijs van Lennep sur no 8 Lola T280 - Écurie Bonnier Switzerland en 3 min 46 s 9 (216,413 km/h)

## Classement à l'indice de rendement énergétique
- Victoire : no 39 Ferrari 365 GTB4 - Charles Pozzi

## Heures en tête
Voitures figurant en tête de l'épreuve à la fin de chaque heure de course :
| n° | Voiture           | Écurie                     | Pilotes                                                      | Heures                    | Total     |
| -- | ----------------- | -------------------------- | ------------------------------------------------------------ | ------------------------- | --------- |
| 7  | Lola T280         | Écurie Bonnier Switzerland | Hugues de Fierlant Jorge de Bagration Mario de Araujo Cabral | 1re                       | 1 heure   |
| 15 | Matra Simca MS670 | Équipe Matra Simca Shell   | Henri Pescarolo Graham Hill                                  | 2e 4e 10e à 12e 20e à 24e | 10 heures |
| 14 | Matra Simca MS670 | Équipe Matra Simca Shell   | François Cevert Howden Ganley                                | 3e 5e à 9e 13e à 19e      | 13 heures |

## À noter
- Longueur du circuit : 13,640 km
- Distance parcourue : 4 691,343 km
- Vitesse moyenne : 195,472 km/h
- Écart avec le 2e : 136,410 km
- 281 000 spectateurs